# Чешки авиолинии
Чешките авиолинии (на чешки: České aerolinie, ČSA) са чешкият национален авиопревозвач до 26 октомври 2024 г. .

## История
Авиокомпанията „Чехословашки държавни авиолинии“ (Československé státní aerolinie, по-късно преименувана на Československé aerolinie – ČSA) е основана на 6 октомври 1923 г. от чехословашкото правителство. 23 дни по-късно – на 29 октомври 1923 г., е осъществен и първият полет със самолет „Аеро А-14“ чехословашко производство между Прага и Братислава с един пътник и 760 грама поща. Самолетът, управляван от главния пилот на ČSA Карел Брабенец извършва първия си символичен полет около летището Прага-Кбели. На следващия ден, 29 октомври 1923 г., е извършен първият полет на дълги разстояния - от Прага до Братислава. Първият пътник е редакторът на всекидневника Лидове новини Вацлав Кьониг, Разстоянието от 320 километра  модифицираната военна машина Aero A-14 с регистрационен знак L-BARI прелита за около 3 часа и на другия ден се завръща обратно. [1]
В първите си години се развива като вътрешен превозвач и се откриват линии до Кошице, Бърно, Марианске Лазне, Карлови Вари... От 1928 г. се провеждат редовни полети на компанията зад граница до Берлин, Дрезден, Загреб, Виена, Амстердам, Цюрих, Лондон. Ппървата международна линия е открита през 1930 г. Още преди това конкурентните Чехословашка летателна общност (Československá letecká společnost), основани от заводитв Шкода (Škodový závody), са имали международни полети от Чехословакия, но окончателно прекратяват дейността си през 1939 г. Първата международна линия на ČSA е от Братислава до Загреб в тогавашна Югославия (понастоящем Хърватия). По-късно полетите са разширени до Риека и Дубровник. На 11 септември 1933 г. е открита редовна линия по направлението Прага – Букурещ с обща дължина 1266 км. На 2 септември 1936 г. ČSA свързва Прага с летище Тушино, Москва. Дългият 2440 км полет до Москва отнемал десет часа и изисквал пет междинни кацания - в Ужгород, Клуж, Яш, Киев и Брянск. На 5 април 1937 г. новото модерно летище Прага-Рузине (Letiště Praha-Ruzyně/ Prague/Ruzyně Airport, IATA: PRG, ICAO: LKPR, днес официално наречено Летище „Вацлав Хавел" Прага или Международно летище „Вацлав Хавел" в Прага), разположено на 15 км от центъра на столицата на Чехословакия, е пуснато в експлоатация и става новата база на ČSA. Смесица от местни и вносни типове самолети летят до избухването на войната през 1939 г. когато полегите са спрени. По време на окупацията на Чехословакия  нацистка Германия дейността на чехословашките държавни авиолинии е напълно прекратена от Протектората на Бохемия и Моравия, а самолетите на ČSA са конфискувани от германската компания Луфтханза. [2]

## Развитие
През 1927 г. авиокомпанията е съоснователка на Международната асоциация за въздушен транспорт (ИАТА), а през 1944 г. участва в създаването на Международната организация за гражданската авиация (ИКАО). 
След Втората световна война  ČSA е реорганизирана през април 1946 г. като държавно предприятие в услоеията на централизирама тоталитарна държава и икономика, но запазва историческото си име, Следвоенната дейност отначало е свързана с използването на самолети DC-3, Ил-12 и Ил-14, преди да пристигнат по-модерни типове самолети като Ил-18 и Туполев. През 1948 г. ČSA за първи път навлиза в междуконтиненталния въздушен трафик по маршрутите до Кайро и Анкара. През 1956 г. се подписва междуправителствената Берлинска спогодба за въздушни съобщения за организиране на т. нар. „шестипул“, в който влизат НРБ, ГДР, ПНР, СРР, УНР и ЧСР. На 2 ноември 1957 г. на летище Рузине каца първият реактивен самолет Туполев Ту-104, регистриран като OK-LDA. Днес той се намира в Музея на авиацията на терена на първата военновъздушна база, построена след създаването на Чехословакия през 1918 г. - Kбeли край Прага. Причините за закупуването на руски самолети са, освен техническия напредък, и политически, Съветският съюз иска да популяризира този самолет и в западния свят, където лети ČSA. ČSA е втората авиокомпания след съветската Aeрoфлoт (Аэрофлот), която редовно експлоатира реактивни самолети по своите маршрути. След 1960 г. компанията започва да използва самолети марка Илюшин, които са с капацитет до 110 места.[3] 
На 13 февруари 1962 г. ČSA започва полети по първия трансатлантически маршрут от Прага до Хавана, обслужван от четиримоторни турбовитлови самолети Bristol Britannia 318, наети от кубинската авиокомпания Cubana de Aviación. Веднъж седмично се осъществява полет Прага-Шанън (Ирландия)-Хавана с незадължително спиране в Гaндeр, Канада в зависимост от метеорологичните условия. Полетите се извършват като OK523/524 и продължават до 1969 г., когато самолетите Ил-62 поемат маршрута. През 1986 г. броят на въздушните линии нараства и със самолетите на ЧСА се осъществява връзка с 50 града в света от Европа, Азия, Африка и Америка. 
След края на комунистическия период на развитие Чешките авиолинии продължават да са собственост на държавата (53% на Министерството на финансите, а останалите – на други държавни ведомства). Освен редовни вътрешни, компанията извършва и ежедневни полети до най-големите европейски градове. От 25 април 2009 г. стартира редовна линия до Маями.

## Фалиране
Във връзка с глобалната криза, предизвикана от COVID-19, от март 2020 г. компанията Czech Airlines изпада в дълбок упадък. През февруари 2021 г. авиокомпанията уведомява бюрото по заетостта на Чешката република, че ще освободи всичките си служители, около 430 души. Авиокомпанията също така заявява, че е в невъзможност да изпълни финансовите си задължения., а от март 2021 г. ČSA вече се намира в състояние на банкрут.

## Въздушен флот
След войната линиите на ЧСА се обслужват от съветски самолети „Ли-2“, „Ил-12“, „Ил-14“, „Ту-104А“, „Ил-18“.
През 1986 г. ЧСА разполага с:
„Ил-62“ – 7 бр.
„Ил-62М“ – 4 бр.
„Ил-18“ – 2 бр.
„Ту-134А“ – 11 бр.
„Як-40“ – 6 бр.
През 2009 г. във въздушния флот на ЧСА се използват:
Airbus A310-300 – 2 бр.
Airbus A319-100 – 10 бр.
Airbus A320-200 – 8 бр.
Airbus A321-200 – 2 бр.
Boeing 737 – 400 – 8 бр.
Boeing 737 – 500 – 10 бр.
ATR 42 – 300/500 – 8 бр.
ATR 72 – 200 – 4 бр.

## Факти
- седалище – Прага
- базово летище – Летище Рузинье Прага (на чешки: Letiště Praha-Ruzyně))
- служители – 5440 (2007)
- флот – 53
- дестинации – 69
- обединение – SkyTeam
- програма за лоялни клиенти – OK Plus
- средна възраст на флота – 9,5 години (2008)
- превозени пътници – 5,6 милиона (2007)